# Olenino
Olenino – osiedle typu miejskiego w Rosji, w obwodzie twerskim. W 2010 roku liczyło 4918 mieszkańców.
Znajduje tu się stacja kolejowa Olenino, położona na linii Moskwa - Siebież.